# Jaguar C-X16
La Jaguar C-X16 è una concept car ibrido-elettrica progettata dalla Jaguar e svelata nel 2011 al Salone dell'automobile di Francoforte il 13 settembre. Nell'Aprile 2012, Jaguar ha annunciato che avrebbe prodotto una nuova vettura sportiva basata sulla C-X16, chiamata F-Type, che è stata successivamente esposta al Salone di Parigi nel settembre 2012.

## Design
La carrozzeria della vettura è in alluminio e, con 4.445 mm di lunghezza, 2.048 mm di larghezza e 1.297 mm di altezza, è la vettura più piccola che la Jaguar ha realizzato dopo la XK120 del 1954. La trasmissione comprende un'unità ibrida, che combina un motore a benzina V6 da 3 litri sovralimentato da 375 CV con uno elettrico da 92 CV ed un cambio automatico ZF a otto velocità. Il pacco batteria, che è montato dietro i sedili anteriori, viene caricato utilizzando un sistema di rigenerazione del freno. Il motore elettrico può essere attivato anche per aumentare l'accelerazione, in modo simile al sistema KERS utilizzato nelle auto di Formula 1, utilizzando un interruttore sul volante.

## Stile
La forma della C-X16 prende spunto dalla supercar ibrida Jaguar C-X75, inclusa la forma della griglia anteriore e delle luci posteriori avvolgenti, ed ha un lunotto posteriore apribile lateralmente che ricorda la E-Type.

## Prestazioni
La Jaguar dichiara un tempo di accelerazione 0 100 km/h di 4,4 secondi e una velocità massima limitata a 300 km/h. L'emissione di CO₂ è di 165 g/km. Alimentata dal solo motore elettrico, la velocità massima è di 80 km/h.